# Alver

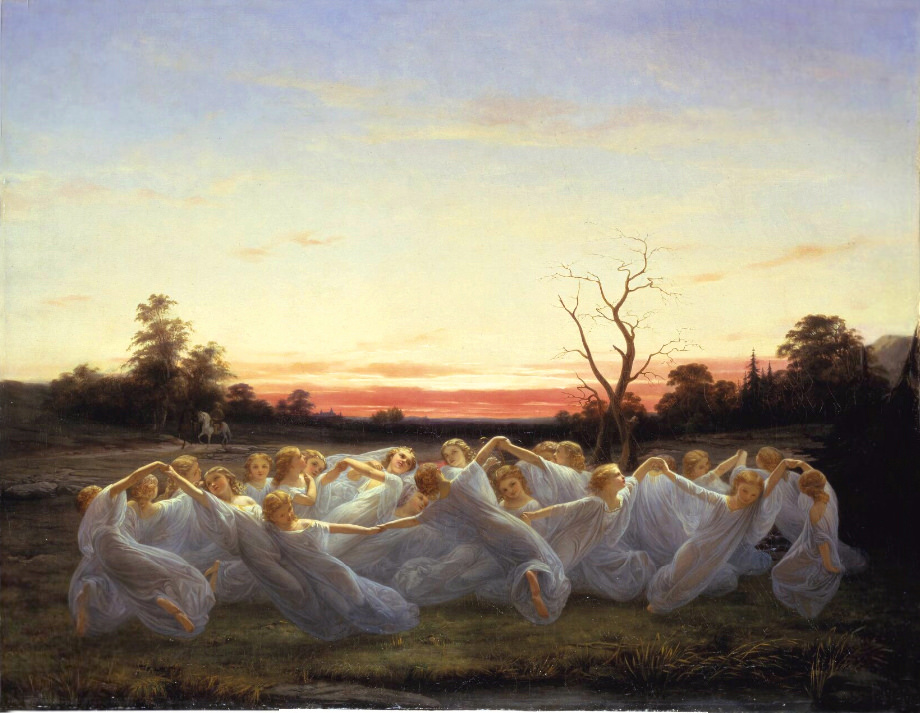
Ängsälvor av Nils Blommér (1850)

Alver eller alfer (fornisländska álfar, sing. álfr) är ett kollektiv övernaturliga väsen i nordisk mytologi. De uppträder aldrig enskilda, är aldrig namngivna och bilden av dem är ytterst splittrad och vag. Beroende på vilken beskrivning man fäster störst vikt vid, kan de anses vara allt från gudomliga väsen, jämbördiga asarna, till mindre naturandar med blott lokalt inflytande – oknytt. Ordet alf är inlånat i svenskan från fornisländskan mot slutet av 1700-talet, och uttalades då som alv. I enlighet med stavningsreformen 1906 ska ordet också stavas så, men vissa föredrar fortfarande den gamla stavningen, som ofta innebär att ordet ges ett felaktigt läsuttal med f. Den inhemska utvecklingen av ordet är dock älva, som ändrat  genus till femininum.

## Alver i fornnordisk mytologi
Enligt Snorres Edda finns det dels ljusalver (ljósálfar) som bor i himlen och är fagrare än solen, dels mörkalver (døkkálfar) som bor nere i jorden och är svartare än beck. Senare i samma verk talas det om Svartálfaheimr och svartálfar på ett sätt som gör det troligt att Snorre med svartalver menar, vad som annars i den nordiska mytologin kallas för dvärgar (dvergar). Det kan också ha varit en influens från kristendomen med en god och en ond sida. Kopplingen mellan alver och ljus stärks av kenningen Alfrödul (Álfrǫðull), som användes om solen, samt av den förmodade etymologin (se nedan).
I den Poetiska Eddan förekommer formeln ása ok álfa (asar och alver) och förefaller betyda "alla gudarna". Eftersom asar och vaner annars tillsammans utgör den fornnordiska gudavärlden har det framkastats att álfr åtminstone delvis är en synom till vanr (van). Man har även på grund av detta försökt att, liksom med vanerna, koppla ihop dem med fruktbarhet. Enligt Grímnismál (Grimnersmål) är Álfheimr namnet på vanen Frejs boning, men samma namn används i litteraturen även om flera andra orter eller områden, bland annat om ett rike vid Göta älv i nuvarande Bohuslän (jämför nuvarande ortnamnen Alvhem och Alvhems kungsgård). "Alvernas furste" (vísi alfa) kallas för övrigt Völund i Vǫlundarkviða, vilket är särskilt besynnerligt med tanke på att denne även beskrivs som son till en samisk härskare (Finnakonungr).
I ett par sagor erhåller högt uppsatta män titeln "alv" efter att de dött. På grund av detta har man velat läsa in en förfaderskult i alverna. Det har framkastats att diserna skulle vara kvinnliga förfädersandar och alver manliga sådana; detta är dock huvudsakligen spekulativt. Ofta återgiven är den episod i dikten Austrfararvísur (Österfärdsvisor) där en man vid namn Sigvat försöker få husrum i Värmland eller Västergötland sent på hösten, men nekas av kvinnan som svarar i dörren, som förklarar att de håller ett blot till alverna (alvablot, álfablót) och att kristna inte är välkomna.
I Kormáks saga beskrivs hur kämpen Torvard får ett svårt sår som inte vill läka, varpå hans hustru föreslår att han ska stryka blod på en sten under vilken alverna bor. Denna beskrivning är mera i linje med senare tiders isländska folktro, där alverna (álfafólk) närmast liknar vättarna i svensk folktro.

## Alver i andra mytologier
Väsen etymologiskt besläktade med de fornnordiska alverna förekommer även hos andra germanska folk. En teori är att etymologin ytterst kommer från en indoeuropeisk rot med betydelsen vit, som även finns i latinets albus (vit). Någon samgermansk föreställning är dock omöjlig att skönja, snarare blir bilden än mera oklar.
I Tyskland är Alp eller Alb detsamma som maran i svensk folktro. Ett väsen som orsakar sömnparalys.
En del germanska personnamn har en alv-del i sig. Exempelvis Alfhild (Alv-strid), Alf och Alfred (Alv-råd). Alberich (Alv-erik) heter den karaktär i Nibelungenlied som kallas Andvare i Völsungasagan. På fornfranska utvecklades detta namn till Oberon.
I England nämns ælf redan i anglosaxiska texter som Beowulf, dock endast indirekt. Det förekommer exempelvis att nymfer identifierats med alver i översättningar, till exempel sáe-aelfinne (sjöalv) för najad. I senare folktro är identiteten för elves oklar. I William Shakespeares En midsommarnattsdröm förekommer elf som synonym till fairy (fe). Pilspetsar från stenåldern kallades ibland för elf-shots (alvskott), och alverna ansågs skada kreatur med dem.

## Älvor
Huvudartikel: Älvor
Älvorna är de etymologiska ättlingarna till de fornnordiska alverna i svensk folktro, men den rent mytologiska kopplingen är ytterst oklar. Älvornas främsta roll är att blåsa sjukdomar på folk och fä. De förekommer även rikligt i dansk folktro, där de vanligen kallas elverfolk, men endast i ringa utsträckning i Norge. Elverpigen kallas i Danmark ett solitärväsen som är mycket likt det svenska skogsrået.
I en del mytologier är älvor endast kvinnofolk, och i en del finns det även älv-män. Storlek varierar också på älvor och även om de har vingar eller inte. Älvorna är kända för sin dans i dimmorna och för sin ljuva sång. Sången är farlig; Människor har blivit galna på den om de träffat sjungande älvor utan att täppa igen öronen; sången stannar i huvudet för alltid, och plågar människan till döds. En del säger även att sången plågar människan genom döden också.
Älvorna är oerhört skygga mot människor.

## Alver i modern folktro
I USA, Kanada och Storbritannien anses jultomten (engelska: Santa Claus) ha ett slags alver (engelska: Christmas Elves) som sina medhjälpare, motsvarande tomtenissar på svenska.
Alver förekommer ofta i samtida fantasyverk. Se vidare i Alver (fantasy).